# Макробий (проконсул)
Макробий (лат. Macrobius) — римский политический деятель конца IV века — начала V века.
О происхождении Макробия нет никаких сведений. В 399—400 годах он занимал должность викария Испании. Возможно, его следует идентифицировать с неким викарием Испании, к которому адресовано письмо сенатора Квинта Аврелия Симмаха от 399 года с просьбой помочь купить лошадей для игр, организуемых его сыном. В 410 году Макробий находился на посту проконсула провинции Африка. О дальнейшей его судьбе ничего неизвестно.